# 硬鱗質

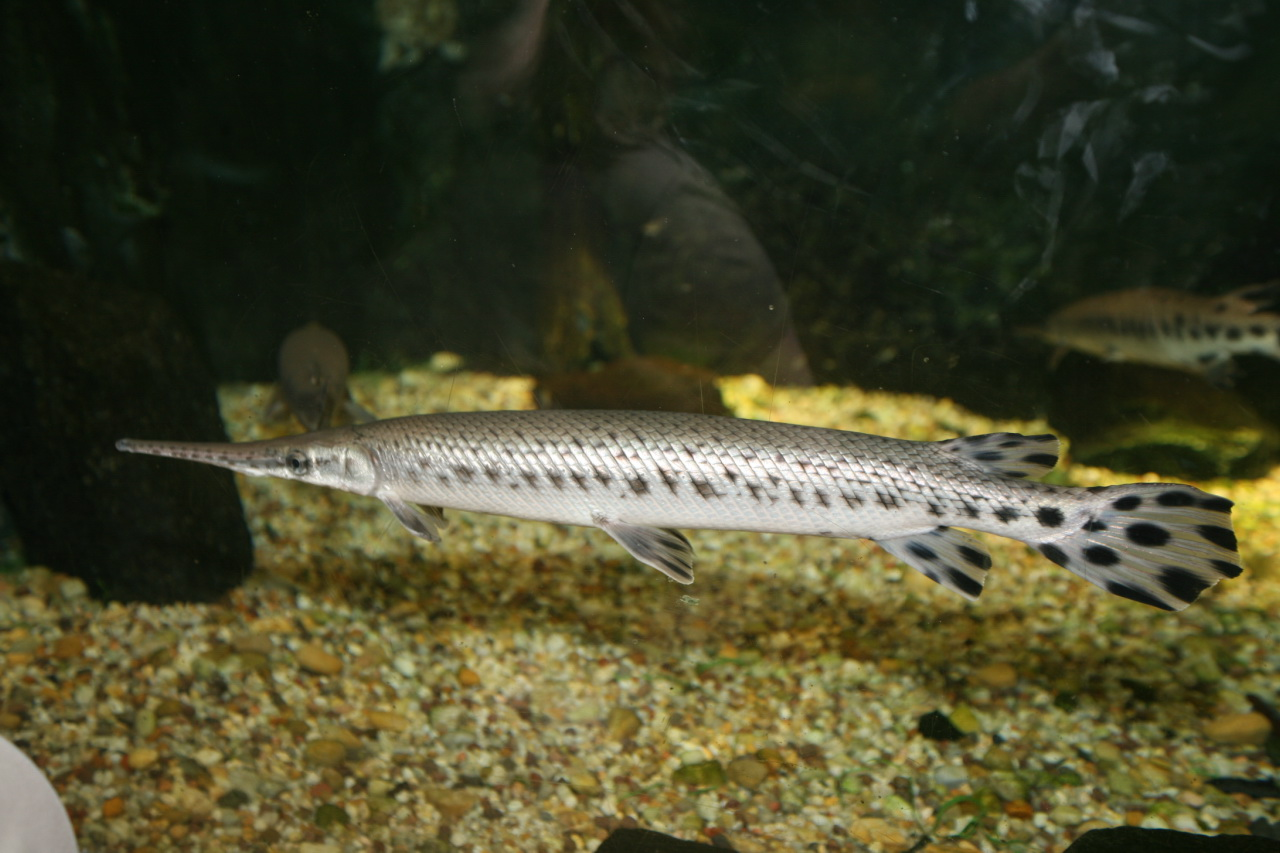
斑點雀鱔鱗片表面的閃光是硬鱗質造成的

硬鱗質（Ganoine 或 Ganoin）是輻鰭魚綱魚類魚鱗、魚頭和魚鰭上的閃亮的組織，常有許多層。 包含一些杆狀的磷灰鹽結晶，只有少於5%的成份是有機物質。  現存的有硬鱗質的魚類包括多鰭魚和雀鱔，一些已滅絕物種也有硬鱗質。 是硬鱗的主要組成部份。
硬鱗質是一種古老的結構，在許多基幹類群中都有發現。 常被認為是輻鰭魚的共源性狀，已滅絕的棘鱼纲魚類也有硬鱗質。
硬鱗質被認為與脊椎動物的牙釉質同源， 亦或可能根本就是一種釉質。 因為它含有類似牙釉蛋白的蛋白質 并含有同四足動物的牙釉質相同的礦物質。